# David Zayas
Pour les articles homonymes, voir Zayas.
David Zayas, né le 15 août 1962 à Ponce, Porto Rico, est un acteur américain d’ascendance portoricaine.

## Biographie
David Zayas est né le 15 août 1962 à Ponce, Porto Rico.
Il grandit à New York, dans le Bronx. Il rejoint l'US Air Force à la suite de l'obtention de son diplôme universitaire, puis devient officier dans la police de New York.
Au début des années 1990, il commence à prendre des cours de théâtre, tout en conservant son métier d'officier.

## Carrière
Membre de la compagnie théâtrale LAByrinth Theatre Company depuis 1992, il est surtout connu pour ses rôles dans les séries télévisées Oz où il interprète le rôle d'Enrique Morales, le leader du gang latino « El Norte » durant 27 épisodes de 2000 à 2003 et pour son rôle du sergent Angel Batista dans la série Dexter de 2006 à 2013.
En 2014, il incarne Salvatore Maroni dans la première saison de la série télévisée Gotham.

### Vie privée
Il est marié avec Liza Colón-Zayas depuis 1998. Ils ont un fils, David Zayas Jr.
Il a deux enfants d'une précédente relation.

## Filmographie

### Cinéma

#### Longs métrages
- 1997 : Lena's Dreams de Gordon Eriksen et Heather Johnston : Jorge
- 1998 : Les Joueurs (Rounders) de John Dahl : Osborne
- 1998 : Loin du paradis (Return to paradise) de Joseph Ruben : le contremaître
- 1998 : Ma meilleure ennemie (Stepmom) de Chris Columbus : un policier
- 1998 : Above Freezing de Frank Todaro : Hector
- 1998 : O.K. Garage de Brandon Cole : Omar
- 1998 : S.C.A.R. (Justice sans sommation) (Scar City) de Ken Sanzel : Un policier
- 1999 : À tombeau ouvert (Bringing Out the Dead) de Martin Scorsese : le policier dans l’ascenseur
- 2000 : The Yards de James Gray : Officier Jerry Rifkin
- 2001 : Sam the Man de Gary Winick : Billy, le policier
- 2002 : Washington Heights d'Alfredo De Villa : David
- 2002 : A Gentleman's Game de J. Mills Goodloe : Alfred D'Angelo
- 2003 : Anne B. Real de Lisa France : Le père de Cynthia
- 2004 : Brooklyn Bound de Richie Devaney : Popo
- 2004 : Jailbait de Brett C. Leonard : un garde
- 2005 : L'Interprète (The Interpreter) de Sydney Pollack : Charlie Russel
- 2005 : La fiesta del Chivo de Luis Llosa : Antonio de la Maza
- 2005 : Bristol Boys de Brandon David : l'inspecteur Benson
- 2006 : 16 blocs (16 blocks) de Richard Donner : Inspecteur Robert Torres
- 2007 : La Famille Savage (The Savages) de Tamara Jenkins : Eduardo
- 2007 : Michael Clayton de Tony Gilroy : Inspecteur Dalberto
- 2009 : Burning Mussolini de Conrad Pla : Hector
- 2009 : Wake d'Ellie Kanner : l'inspecteur Grayson
- 2009 : Flying By de Jim Amatulli : Tony
- 2010 : 13 de Gela Babluani : l'inspecteur Larry Mullane
- 2010 : Boxe de l'ombre (Shadowboxing) de Jose Patino et Vincent Zambrano : Bill
- 2010 : Expendables : Unité spéciale (The Expendables) de Sylvester Stallone : Général Garza
- 2010 : Skyline de Colin Strause et Greg Strause : Oliver
- 2010 : Coach de Will Frears : Ramon
- 2011 : Samuel Bleak de Dustin Dugas Schuetter : Ruben Ramirez
- 2011 : Junction de Tony Glazer : le lieutenant Tarelli
- 2014 : Ride d'Helen Hunt : Ramon
- 2014 : Annie de Will Gluck : Lou
- 2015 : The Wannabe de Nick Sandow : Pablo Guzman
- 2015 : Lost Cat Corona d'Anthony Tarsitano : Ponce
- 2016 : Tallulah de Sian Heder : l'inspecteur Richards
- 2016 : The Lennon Report de Jeremy Profe : l'officier Joseph Medina
- 2016 : 11:55 de Ari Issler et Ben Snyder : Maurice
- 2016 : Shine d'Anthony Nardolillo : Ramon
- 2017 : Teen Titans: The Judas Contract de Sam Liu : Alberto Reyes (voix)
- 2020 : Force of Nature de Michael Polish : John the Baptist
- 2020 : Body Cam de Malik Vitthal : le sergent Kesper
- 2020 : The Outside Story de Casimir Nozkowski : Tony (voix)
- 2022 : The Driven de T.J. Collins : Coach Romero
- 2023 : Snag (Snag: Chapter One) de Ben Milliken : Ramon
- 2025 : The Running Man d'Edgar Wright

#### Courts métrages
- 1998 : Bleach de Bill Platt : Lieutenant Ballard
- 2003 : La Araña de Jose Patino et Vincent Zambrano : L'araignée
- 2004 : Mimmo and Paulie de Domenic Silipo : Paulie
- 2005 : Sangre/Blood de Derek Velez Partridge : Nestor
- 2009 : Concerto de Filippo Conz : Ray Lorentz
- 2020 : Break In d'Anthony Nardolillo : Détective Dawson (également producteur)
- 2021 : The Disaster Dreams de Lianne Becker : Tiger (voix)

### Télévision

#### Séries télévisées
- 1995 / 1996 / 1998 / 2003 / 2008 : New York, police judiciaire (Law and Order) : McGinty / Raoul Cervantes / Carlos / John Mirales / Justin Cabrera
- 1996 : New York Undercover : Paco Martinez
- 1997 / 2000 : La Force du destin (All My Children) : Un garde
- 1998 : Trinity : Un policier en uniforme
- 1999 : New York 911 (Third Watch) : Un motard
- 2000 : New York Police Blues (NYPD) : Joaquin Enriquez
- 2000 : The Beat : Rei Morales
- 2000 - 2003 : Oz : Enrique Morales
- 2002 : New York, unité spéciale (Law and Order: Special Victims Unit) : Inspecteur Milton
- 2002 : Haine et Passion (Guiding Light) : Le gardien de prison
- 2002 : Undercover (UC: Undercover) : Jorge Gonzales
- 2003 : Angels in America : Super
- 2006 : Conviction : Hernan
- 2006 : Numbers : Carlos Costavo
- 2006 : Destination 11 septembre (The Path to 9/11) : Lou Napoli
- 2006 / 2010 : New York, section criminelle (Law and Order: Criminal Intent) : Un marshall / Capitaine Stanley Maas
- 2006 - 2013 : Dexter : Sergent  Angel Batista
- 2007 : FBI : Portés disparus (Without a Trace) : Gabriel Molina
- 2007 : Shark : Alvarez
- 2007 : The Closer : L.A. enquêtes prioritaires (The Closer) : Brian
- 2007 : Burn Notice : Javier
- 2009 : Les Experts : Miami (CSI: Miami) : Ben Porterson
- 2009 : US Marshals : Protection de témoins (In Plain Sight) : Harrison Locke
- 2012 : Person of Interest : Ernie Trask
- 2012 : Grimm : Salvadore Butrell
- 2013 : Deception : Frank
- 2013 : Following (The Following) : Tyson Hernandez
- 2013 / 2016 / 2021 / 2023 : Blacklist (The Blacklist) : Manny Soto
- 2014 : Saint George : Junior
- 2014 - 2015 : Gotham : Salvatore Maroni
- 2015 : Elementary : Juan Murillo, « El Gato »
- 2016 : Shut Eye : Eduardo Magana
- 2016 - 2017 : Bloodline : Shérif Aguirre
- 2017-2021 : Blue Bloods : Gouverneur Martin Mendez
- 2018 : Chicago Police Department (Chicago P.D.) : Carlos
- 2018 : Quantico : Charlie Hill
- 2018 : Seven Seconds : Medina
- 2019 : Deadly Class : El Alma del Diablo
- 2020 : Power Book II: Ghost : Oncle Frank
- 2020 : Next : Nacio Flores
- 2020 - 2021 : FBI : Antonio Vargas
- 2021-2022 : Dexter: New Blood : le capitaine Angel Batista
- 2024 : The Bear : David Marrero
- 2024 : Bob's Burgers : Le maître des bulles (voix)
- 2024 : Diarra from Detroit : Marshall
- 2025 : Dexter: Resurrection : Angel Batista

#### Téléfilms
- 2000 : Bel Esprit (Wit) de Mike Nichols : Le chef des Blue Head
- 2003 : L'Invaincu (Undefeated) de John Leguizamo : Paulie
- 2005 : Angel de Jim McKay : Le père d'Angel
- 2013 : Jalousie maladive (Jodi Arias: Dirty Little Secret) de Jace Alexander : Inspecteur Esteban Flores

### Jeu vidéo
- 2010 : H.A.W.X 2 : Manny (voix)

## Voix françaises
En France, Enrique Carballido est la voix française régulière de David Zayas.
En France
- Enrique Carballido dans : 
  - 16 blocs
  - Dexter (série télévisée)
  - Burn Notice (série télévisée)
  - Expendables : Unité spéciale
  - Person of Interest (série télévisée)
  - Grimm (série télévisée)
  - Jalousie maladive (téléfilm)
  - Blacklist (série télévisée)
  - Gotham (série télévisée)
  - Annie
  - Bloodline (série télévisée)
  - Chicago Police Department (série télévisée)
  - Dexter: New Blood (mini-série)

et aussi
- Vincent Violette dans New York, unité spéciale[1] (série télévisée)
- Paul Borne dans The Yards
- Bernard Métraux dans L'Interprète[2]
- Erwin Grünspan (Belgique) dans Skyline
- Gilles  Morvan dans Tallulah[1]
- Emmanuel Jacomy dans Seven Seconds (série télévisée)

Au Québec